# کیو جین
کیو جین (چینی: 秋瑾; زاده ۸ نوامبر ۱۸۷۵ – ۱۵ ژوئیهٔ ۱۹۰۷) نویسنده، شاعر، فمینیست، روزنامه‌نگار، و انقلابی اهل چین‌ دوران دودمان چینگ بود. جین بعد از خیزش ناموفق علیه دودمان چینگ سر بریده شد ولی اکنون به عنوان قهرمان ملی در چین و شهیدی در راه جمهوری‌خواهی و فمینیسم در چین شناخته می‌شود.